# Месть кинематографического оператора
«Месть кинематографи́ческого опера́тора» (1912) — кукольный чёрно-белый немой мультфильм Владислава Старевича. Выпущен Торговым домом А. Ханжонкова в 1912 году. В англоязычной среде известен как The Cameraman’s Revenge и The Revenge of a Kinematograph Cameraman.
Этот фильм выполнен в пародийном жанре, а в качестве актёров выступили куклы-насекомые. В фильме представлена атрибутика салонной мелодрамы — страсть, интрига, месть и танцевальные номера.

## Сюжет
В основе сюжета лежит любовная коллизия с элементами адюльтера и очень запутанными отношениями персонажей. Главный герой, жук-олень Жуков уезжает в Петербург «по делам», а на самом деле полюбоваться танцовщицей-стрекозой в кабаре. Однако её сердце занято кузнечиком-кинооператором, который снимает через замочную скважину на камеру любовные игры Жукова и стрекозы. Тем временем скучающая жена Жукова, также жучиха-олень, приглашает художника Усачини (жук-усач), своего любовника. Вернувшись и застав измену, Жуков ругает жену, а выйдя на улицу, избивает Усачини, сбежавшего через дымоход, и затем прогоняет его. Вскоре кузнечик демонстрирует свой фильм в кинотеатре, и на просмотре по «случайному» стечению обстоятельств оказывается его соперник с женой.

## Производство
После опыта съёмки нескольких энтомологических фильмов Владислав Старевич решил поставить сюжетный фильм с использованием насекомых. Поняв, что ему не удастся заставить играть этих актёров, он придумал заменить живых насекомых искусственными. Старевич стал изготавливать кукол насекомых из гуттаперчи, проволоки, воска и частей настоящих насекомых, обращаясь за советом к знакомым энтомологам, один из которых впоследствии рассказывал: «Я не знал, на что смотреть и чему удивляться… На огромном рабочем столе лежала распластанная стрекоза. Больше всего меня поразило то, что рядом с ней лежал дубликат такой же стрекозы, сделанный в тех же размерах из различных материалов, главным образом из тонкой резины».
В 1912 году Старевич обратился к предпринимателю в области кино Александру Ханжонкову с предложением снять фильм в технике объёмной анимации. Ханжонков, понимая низкий уровень затрат, профинансировал производство нескольких фильмов Старевича, в числе которых была и картина «Месть кинематографического оператора».